# Banwell
Banwell – wieś w Anglii, w hrabstwie ceremonialnym Somerset, w dystrykcie (unitary authority) North Somerset. Leży 24 km na południowy zachód od miasta Bristol i 192 km na zachód od Londynu. W 2001 miejscowość liczyła 2923 mieszkańców.